# Coalition pour l'Europe (2014)
Ne doit pas être confondu avec Coalition pour l'Europe (2009).
La Coalition pour l'Europe (en espagnol : Coalición por Europa) est une coalition électorale espagnole constituée à l'occasion des élections européennes de 2014, sur le modèle de la Coalition pour l'Europe en 2009.

## Partis membres
- Catalogne : Convergence démocratique de Catalogne (CDC)
- Pays basque et  Navarre : Parti nationaliste basque : (PNV)
- Catalogne : Union démocratique de Catalogne  (UDC)
- Îles Canaries : Coalition canarienne (CC-PNC)
- Galice : Compromis pour la Galice (CxG)
- Catalogne : Reagrupament

## Résultats
La coalition a remporté 5,44 % des voix lors de ces élections à l'échelle nationale et envoyés trois représentants au Parlement européen. 
Dans les communautés concernées par cette candidature, la liste a réalisé les résultats suivant :
- Pays basque : 27,48 %, 1re position
- Catalogne : 21,84 %, 2e
- Canaries : 12,18 %, 3e
- Navarre : 2,54 %, 7e
- Galice : 0,96 %, 9e

## Élus
1. Ramon Tremosa (CiU - CDC)
2. Izaskun Bilbao (PNV)
3. Francesc Gambús (CiU - UDC)